# Sviatlana Kudzelich
Sviatlana Kudzelich (née le 7 mai 1987 à Pinsk) est une athlète biélorusse, spécialiste du 3 000 mètres steeple.

## Biographie
Le 20 mars 2016, Kudzelich se classe 11e des championnats du monde en salle de Portland (Oregon) sur le 3 000 m .

## Palmarès
| Date | Compétition                    | Lieu      | Résultat | Épreuve     | Temps          |
| ---- | ------------------------------ | --------- | -------- | ----------- | -------------- |
| 2013 | Championnats d'Europe espoirs  | Kaunas    | 2e       | 5 000 m     | 16 min 3 s 85  |
| 2010 | Championnats d'Europe          | Barcelone | 8e       | 10 000 m    | 33 min 31 s 33 |
| 2014 | Championnats d'Europe          | Zurich    | 4e       | 3 000 m st. |                |
| 2015 | Championnats d'Europe en salle | Prague    | 2e       | 3 000 m     | 8 min 48 s 62  |
| 2016 | Championnats du monde en salle | Portland  | 10e      | 3 000 m     | 9 min 17 s 45  |
| 2018 | Championnats d'Europe          | Berlin    | 8e       | 10 000 m    | 32 min 46 s 43 |

### Records
| Épreuve         | Performance   | Lieu   | Date         |
| --------------- | ------------- | ------ | ------------ |
| 3 000 m steeple | 9 min 27 s 95 | Berlin | 31 août 2014 |